# Ruzbe Czeszmi
Ruzbe Czeszmi (pers. ‏روزبه چشمی‎; ur. 24 lipca 1993 w Teheranie) – irański piłkarz grający na pozycji obrońcy lub pomocnika. Od 2021 zawodnik Esteghlalu Teheran.

## Życiorys
Jest wychowankiem Persepolis FC. W czasach juniorskich trenował także w Moghavemacie Teheran. 11 lipca 2013 został piłkarzem Saby Kom. W 2013 roku odszedł do Esteghlalu Teheran.
W reprezentacji Iranu zadebiutował 31 sierpnia 2017 w zremisowanym 0:0 meczu z Koreą Południową. Do gry wszedł w 76. minucie, zmieniając Wahida Amiri.